# Iker Muniain
Iker Muniain Goñi (Pamplona, 19 december 1992) is een Spaans voetballer die doorgaans als aanvaller speelt. Hij stroomde in 2009 door vanuit de jeugd van Athletic Bilbao, tot 2024 speelde. Muniain debuteerde in 2012 in het Spaans voetbalelftal.

## Clubcarrière
Muniain maakte zijn officiële debuut voor het eerste elftal van Athletic op 30 juli 2009, in een Europa League-kwalificatiewedstrijd tegen BSC Young Boys (0-1). Hij viel in de 59e minuut in als wisselspeler voor Gaizka Toquero. Muniain was destijds 16 jaar, 7 maanden en 11 dagen oud en hij werd zo de jongste speler ooit die een officiële wedstrijd voor Athletic Bilbao speelde. Uiteindelijk werd hij een vaste waarde in het Baskische team. Muniain verlengde hier in juni 2015 zijn contract tot medio 2019.
In 2024 vertrok Muniain naar San Lorenzo uit Argentinië.

## Interlandcarrière
In juni 2011 werd Muniain met Spanje Europees kampioen op het EK –21. Hij maakte op 29 februari 2012 zijn debuut in het Spaans nationaal elftal, tegen Venezuela. Muniain nam met het Spaans olympisch voetbalelftal onder leiding van bondscoach Luis Milla deel aan de Olympische Spelen van 2012 in Londen.

## Erelijst
| Europees kampioen –21 | 2x | 2011, 2013 |

1 De Gea ·
2 Azpilicueta ·
3 Domínguez ·
4 J. Martínez ·
5 I. Martínez ·
6 Alba ·
7 Adrián ·
8 Muniain ·
9 Rodrigo ·
10 Mata ·
11 Koke ·
12 Montoya ·
13 Botía ·
14 Romeu ·
15 Isco ·
16 Tello · 
17 Herrera ·
18 Mariño ·
Coach: Milla